# شيوتو (سقز)
قرية شيوتو (بالكردية: شیوەتوو) هي إحدى القرى التابعة لـمیره دیه في ريف قسم مركزي من مقاطعة سقز، في محافظة كردستان الإيرانية.

## السكان
حسب إحصاءات سنة 2006، بلغ إجمالي السكان في شيوتو 178 نسمة وعدد المساكن 30 مسكن. لغة سكان شيوتو هي اللغة الكردية و هم من أهل السنة والجماعة والمذهب الشافعي.